# E. 1999 Eternal
E. 1999 Eternal es el segundo álbum del grupo Bone Thugs-N-Harmony, lanzado el 25 de julio de 1995 por el sello  Ruthless Records. Este álbum fue lanzado cuatro meses después de la muerte de Eazy-E, quien fue el productor ejecutivo de este álbum y el mentor del grupo. La canción "Tha Crossroads" así como el álbum entero, están dedicados en su honor. E. 1999 Eternal se convirtió en el álbum más vendido de Bone Thugs N-Harmony, con más de 4 000 000 de copias vendidas en Estados Unidos, y más de 7 000 000 en todo el mundo. Encabezó el Billboard 200 por dos semanas consecutivas. El álbum fue nominado al Premio Grammy al mejor álbum de rap en los Premios Grammy de 1996.

## Lista de canciones
1. "Da Introduction" - 4:25
2. "East 1999" - 4:21
3. "Eternal" - 4:03
4. "Crept and We Came" - 5:03
5. "Down '71 (The Getaway)" - 4:50
6. "Mr. Bill Collector" - 5:01
7. "Budsmokers Only" - 3:31
8. "Tha Crossroads" - 3:28
9. "Me Killa" - 0:56
10. "Land of tha Heartless" - 3:05
11. "No Shorts, No Losses" - 4:52
12. "1st of tha Month" - 5:14
13. "Buddah Lovaz"	- 4:43
14. "Die Die Die" - 2:52
15. "Mr. Ouija 2" - 1:16
16. "Mo' Murda" - 5:44
17. "Shotz to tha Double Glock (feat. Gates, Poetic Hustla'z & Tombstone)" - 3:46

## Gráficos

### Álbum
| Año  | Posición de gráficos | Posición de gráficos   |
| Año  | Billboard 200        | Top R&B/Hip-Hop Albums |
| ---- | -------------------- | ---------------------- |
| 1995 | 1                    | 1                      |

### Sencillos
| Año  | Canción          | Posición de gráficos | Posición de gráficos   | Posición de gráficos | Posición de gráficos               |
| Año  | Canción          | Billboard Hot 100    | Top R&B/Hip-Hop Albums | Hot Rap Singles      | Hot Dance Music/Maxi-Singles Sales |
| ---- | ---------------- | -------------------- | ---------------------- | -------------------- | ---------------------------------- |
| 1995 | 1st of tha Month | 14                   | 12                     | 4                    | 13                                 |
| 1995 | East 1999        | 62                   | 39                     | 8                    | —                                  |
| 1996 | Tha Crossroads   | 1                    | 1                      | 1                    | 21                                 |